# Дубинин, Григорий Васильевич
Григорий Васильевич Дубинин (18 января 1928, Винторовка, Глуховский округ — 31 декабря 2008, Середина-Буда, Сумская область) — работник советского сельского хозяйства, председатель колхоза имени Свердлова Середино-Будского района Сумской области Украинской ССР, Герой Социалистического Труда.

## Биография
Родился 18 января 1928 года в селе Винторовка Середино-Будского района Сумской области.
В 1966 году окончил Сумской сельскохозяйственный техникум, в 1975 году — Харьковский сельскохозяйственный институт.
В 1955—1989 годах — председатель колхоза имени Свердлова Середино-Будского района.
За короткий срок колхоз достиг значительных успехов в выращивании картофеля — более 140 центнеров с гектара, конопли — по 12 центнеров с гектара волокна. Птицеферма сдавала больше 1 миллиона яиц в год.
За годы руководства Г. В. Дубининым в хозяйстве построены помещения производственного и культурно-бытового назначения.
Указом Президиума Верховного Совета СССР от 22 марта 1966 года за достигнутые успехи в развитии животноводства, увеличении производства и заготовок мяса, молока, яиц, шерсти и другой продукции Дубинину Григорию Васильевичу присвоено звание Героя Социалистического Труда с вручением ордена Ленина и золотой медали «Серп и Молот».
Избирался членом Сумского обкома КПУ, депутатом городского совета.
Жил в городе Середина-Буда. Умер 31 декабря 2008 года. Похоронен на Никольском кладбище в Середина-Буде.
Награждён орденами Ленина, Трудового Красного Знамени, медалями.